# Проспект Червоной Калины (Киев)
Проспе́кт Черво́ной Кали́ны (укр. проспе́кт Червоної Калини) — проспект в Деснянском районе города Киева, жилой массив Вигуровщина-Троещина. Пролегает от проспекта Романа Шухевича и Керченской площади до Милославской улицы.
Примыкают улицы Николая Закревского, Каштановая, Архитектора Николаева, Рональда Рейгана, Викентия Беретти, площадь Анкары, улица Сержа Лифаря, бульвары Владимира Высоцкого и Леонида Быкова, улицы Константина Данькевича и Александры Экстер.

## История
Проспект возник в 80-х годах XX века под названием 1-я Новая улица. В 1983 году получил новое название — проспект Маяковского, в честь писателя Владимира Маяковского.
25 августа 2022 года Киевский городской совет принял решение о переименовании проспекта Маяковского в проспект Червоной Калины.
С 1980-х годов планируется сооружение под проспектом линии метрополитена.